# Friedrich Christoph Dahlmann

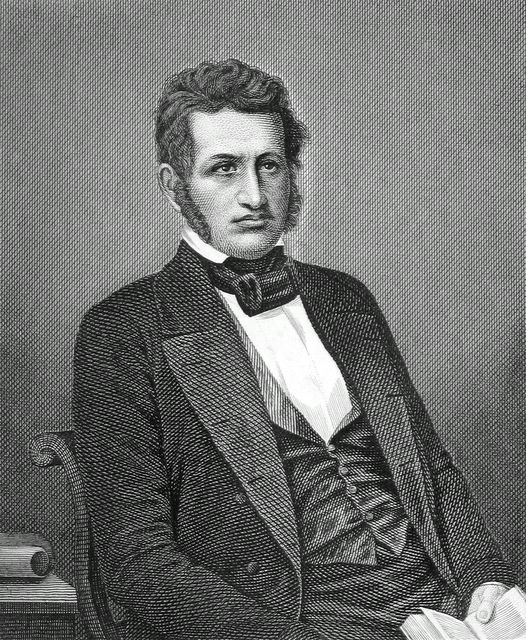
Friedrich Christoph Dahlmann.

Friedrich Christoph Dahlmann (Wismar, 13 mei 1785 - Bonn, 5 december 1860) was een Duits historicus, hoogleraar en politicus. Hij behoorde tot de Göttinger Sieben, die in 1837 tegen het opheffen van de vrijzinnige grondwet van 1833 in het koninkrijk Hannover protesteerden en daarom werden ontslagen en deels verbannen.
Zijn vader, die burgemeester was van zijn geboortestad, spoorde hem aan om theologie te studeren, maar Dahlmann verkoos een studie klassieke filologie. Hij studeerde dit aan de Universiteit van Kopenhagen, aan de Universiteit van Halle-Wittenberg en nadien opnieuw aan die van Kopenhagen (1802-1806). Na zijn studies hield hij zich even bezig met het vertalen van Griekse poëzie, maar moderne literatuur en filosofie trokken hem meer aan.

## Werk
- Geschichte der Dithmarschen (1827)
- Forschungen aus dem Gebiet der Geschichte (1821 en 1824)
- Quellenkunde der deutschen Geschichte nach der Folge der Begebenheiten geordnet (1830)
- Politik, auf den Grund und das Mass der gegebenen Zustände zurückgeführt (1835)
- Geschichte Dänemarks (1840-1843)
- Geschichte der englischen Revolution (1844)
- Geschichte der französischen Revolution (1845)

Wilhelm Eduard Albrecht · Friedrich Christoph Dahlmann · Heinrich Ewald · Georg Gottfried Gervinus · Jacob Grimm · Wilhelm Grimm · Wilhelm Eduard Weber
- Bibliothèque nationale de France: cb120257976 (data)
- Catàleg d'autoritats de noms i títols de Catalunya: 981058509861006706
- Gemeinsame Normdatei: 118523368
- International Standard Name Identifier: 0000 0001 0911 8978
- Library of Congress Control Number: n85017895
- Nationale Bibliotheek van Letland: 000188596
- Nationale Bibliotheek van Tsjechië: pna2006370617
- Nationale bibliotheek van Australië: 35842754
- Nationale Bibliotheek van Israël: 987007280603805171
- Nationale Bibliotheek van Polen: a0000002123473
- Nederlandse Thesaurus van Auteursnamen: 069458537
- Réseau des bibliothèques de Suisse occidentale: 02-A003151477
- LIBRIS: 183229
- SNAC: w6mg9bmv
- Système universitaire de documentation: 02841909X
- Trove: 1111897
- Virtual International Authority File: 68943247
- WorldCat: E39PBJfrT7VG3XbDBhJT37fKBP